# Joseph Mizzi
Joseph Emanuele Mizzi (Markham, 19 aprile 1998) è un hockeista su ghiaccio canadese naturalizzato italiano, di ruolo attaccante.

## Carriera

### Club
Mizzi iniziò la carriera hockeistica nelle leghe collegiali dell’Ontario. Nel 2014 esordì in OJHL con i Newmarket Hurricanes, mentre l'anno successivo venne prelevato dagli Hamilton Bulldogs, in OHL, con i quali realizzò 4 punti in 54 incontri.  La stagione 2016-17 si rivelò invece itinerante: dopo una breve permanenza con i Cape Breton Screaming Eagles in QMJHL, tornò in OJHL nei Newmarket Hurricanes e proseguì, dopo appena 12 incontri, nei North York Rangers. Nel 2017, dopo una breve parentesi con gli Windsor Spitfires in OHL, si trasferì agli Aurora Tigers ritrovando la vena realizzativa: in due stagioni totalizzò 120 punti (58 goal e 62 assist) in 89 gare.
Le sue prestazioni non passarono inosservate e nel febbraio 2019 esordì nell'hockey professionistico con gli Utah Grizzlies, franchigia di ECHL,  e successivamente con gli Evansville Thunderbolts, in SPHL, in cui mise a referto 7 punti (3 reti e 4 assist) nelle 6 partite in cui venne impiegato prima di infortunarsi.
Mizzi giunse in Italia nell'estate 2019 chiamato dall'Hockey Club Fassa.  Si mise immediatamente in luce con i Falcons in Alps Hockey League, con i quali, nella stagione 2019-20, risultò il miglior marcatore della squadra trentina realizzando 28 reti, e guadagnandosi il rinnovo contrattuale per la stagione successiva. Nel gennaio 2021 lasciò l'Italia per trasferirsi nella Metal Ligaen danese con gli Odense Bulldogs.
Terminato il contratto con i danesi, Mizzi nell'agosto 2021 fece ritorno in Italia, all'HC Bolzano, club militante nella lega mitteleuropea ICE Hockey League.
La stagione 2021-2022 fu negativa per la squadra, che rimase fuori dai play-off, e il rendimento di Mizzi si rivelò al di sotto delle aspettative, tanto che nell'aprile 2022 venne lasciato libero dai Foxes. Quattro mesi più tardi venne ingaggiato dai Vipiteno Broncos, sancendo così il suo ritorno in Alps Hockey League.

### Nazionale
In possesso del passaporto italiano e maturate due stagioni consecutive in una squadra di club italiana, necessarie per vestire la maglia azzurra, Mizzi ricevette la prima convocazione con il Blue Team nel novembre 2021, in occasione dell'Euro Ice Hockey Challenge disputatosi a Budapest. L'esordio avvenne l'11 novembre nell'incontro inaugurale con l'Ungheria perso 4-1. Realizzò la sua prima e unica rete nell'incontro successivo vinto 4-3 ai rigori contro l'Ucraina.

## Palmarès

### Club
- Ontario Hockey League Cup Champion: 1

Toronto Marlboros U16 AAA: 2013-2014